# فوفل (سرده)
فوفل یا پوپل یا نخل هندی با نام علمی Areca که در بیشتر کتاب‌های طب سنتی با نام فوفل شناخته می‌شود. یکی از ۵۰ گونه تیره نخل است که در مناطق استوایی می‌روید. محل رویش آن از
جمهوری خلق چین و هند تا مجمع‌الجزایر مالایی و جزایر سلیمان می‌باشد.

## خواص فوفل
فوفل گیاهی است سرد و خشک که دارای ترکیبات شیمیایی شامل:
- ۱۵ درصد تانن
- ۱۴ درصد مواد چرب
- کمی قند ساکارز
- بتا سیتوسترول
- آلفا کاتچین
- مانان
- گالاکتان
- گوواکولین
- گوواسین
- آرکودین
- آرکاتین
- آرکولین
- آرکائیدین

می‌باشد. اگر این میوه را بخورید، آن را بخورید. هم ملین و هم قابض می‌باشد، مدر و مقوی است، پاک‌کننده چرک و قاعده‌آور خواهد بود، دردهای گرم را تسکین می‌دهد و همچنین درد پهلو را رفع می‌کند، ترشح عرق را کاهش می‌دهد، مقوی معده است علاوه بر آن‌ها و به هاضمه کمک می‌کند و اسهال را بند می آورد، ضد مالاریا و تب‌های نوبه‌ای است، ضد سرفه، باکتری، قارچ و انگل است، مردمک چشم را منقبض و کوچک می‌کند، اعصاب را محکم و ستی آن را مرتفع می‌سازد، برای رفع ناراحتی‌های ناشی از اختلال در سیستم ترشح ادرار نیز مفید است.
اگر آب جوشانده هشت گرم از سرخ رنگ آن خورده شود، مسهل خوبی است و مدر و قاعده‌آور نیز می‌باشد.
آن را در دهان نگه دارید. از بوی بد دهان جلوگیری می‌کند، سستی و بی‌حسی زبان و دهان را برطرف می‌سازد، برای رفع جوش‌ها و بیماری‌های گرم دهان و رفع سستی دندان‌ها و لثه و خون‌ریزی لثه مفید است.
آب جوشانده آن را بنوشید و همچنین حدود چهل عدد از آن را نیم کوب کرده در سیصد سانتی‌متر مکعب آب به مدت نیم ساعت بجوشانید تا مقدار آن به ۱۲۰ سانتی‌متر مکعب برسد، بعد آب آن را خنک کرده و قبل از صبحانه با آن یک تنقیه رودهٔ اثنی عشری بنمایید. برای از بین بردن کرم نواری و از جا کندن سر انگل نواری از روده کولون کاملاً مؤثر است.

## عوارض جانبی فوفل
سینه را خشونت می‌دهد،
برای اشخاصی که سنگ کلیه و مثانه دارند مضر است، اگر دانه نارس آن خورده شود، سرگیجه و خفقان عارض می‌شود

## گونه‌ها
- Areca abdulrahmanii J.Dransf.
- Areca ahmadii J.Dransf.
- Areca andersonii J.Dransf.
- Areca arundinacea Becc.
- Areca brachypoda J.Dransf.
- Areca caliso Becc.
- Areca camarinensis Becc.
- فوفل کاتچو L.
- Areca celebica Burret
- Areca chaiana J.Dransf.
- Areca concinna Thwaites
- Areca congesta Becc.
- Areca costulata Becc.
- Areca dayung J.Dransf.
- Areca furcata Becc.
- Areca glandiformis Lam.
- Areca guppyana  Becc.
- Areca gurita Heatubun
- Areca hutchinsoniana Becc.
- Areca insignis (Becc.) J.Dransf.
- Areca ipot Becc.
- Areca jobiensis Becc.
- Areca jugahpunya J.Dransf.
- Areca kinabaluensis Furtado
- Areca klingkangensis J.Dransf.
- Areca laosensis Becc.
- Areca ledermanniana Becc.
- Areca macrocalyx Zipp. ex Blume
- فوفل کاتچو Becc.
- Areca minuta Scheff.
- Areca montana Ridl.
- Areca multifida Burret
- Areca nannospadix Burret
- Areca nigasolu Becc.
- Areca novohibernica (Lauterb.) Becc.
- Areca oxycarpa Miq.
- Areca parens Becc.
- Areca rechingeriana Becc.
- Areca rheophytica J.Dransf.
- Areca ridleyana Becc. ex Furtado
- Areca rostrata Burret
- Areca salomonensis Burret
- Areca subacaulis (Becc.) J.Dransf.
- Areca torulo Becc.
- اریکا پالم وحشی Roxb. ex Buch. -Ham.

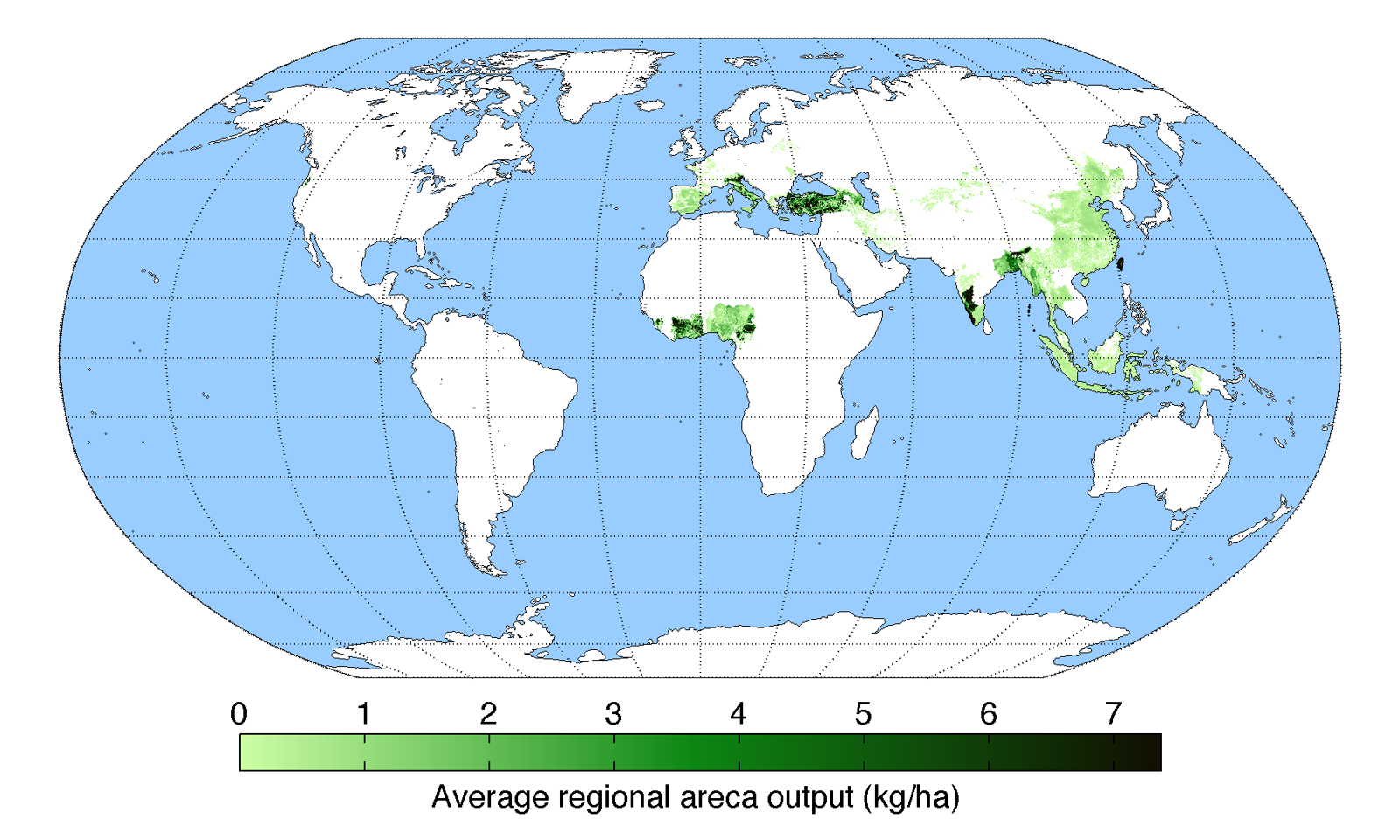
محل رویش فوفل

- Areca tunku J.Dransf. & C.K.Lim
- Areca vestiaria Giseke
- Areca vidaliana Becc.
- Areca warburgiana Becc.
- Areca whitfordii Becc.